# Affaire Jérôme Cantet
L'affaire Jérôme Cantet (né le 11 juillet 1981), porte sur la disparition de celui ci, à l'âge de dix ans, en 1991 à Courbevoie, alors qu'il cherche à acheter un cadeau pour sa mère, dans le quartier de La Défense. Cet enfant n'a jamais été retrouvé.

## Disparition
Jérôme et sa mère habitent à Courbevoie, tout près du quartier de La Défense. Ce jour-là, le 14 décembre 1991, a lieu le passage de la Flamme Olympique des Jeux d'Hivers d'Albertville, sur le parvis du quartier. Jérôme se rend en skateboard, acheter un « canard doré avec une perle sur le front », qu'il a repérée dans un magasin du Centre Commercial de La Défense. Alors que sa mère et l'enfant ont convenu d'un rendez vous en bas d'un escalator spécifique, il ne sera jamais revu.

## Enquête
Seule le skateboard de l'enfant sera retrouvé, deux jours après sa disparition, dans un parking du centre commercial. Le Parisien qualifie le drame de « littéralement volatilisé » dans son journal, l'absence de tout indice laissant sa disparition comme un cas non élucidé.